# Lesław Gluziński
Lesław Gluziński (ur. 17 lutego 1858 w Sompolnie, zm. w marcu 1932 we Lwowie) – polski lekarz. 

## Życiorys
Pochodził z rodziny o tradycjach lekarskich. Był synem Franciszka Macieja oraz bratem Władysława Antoniego i Zofii (jej synem był Lesław Węgrzynowski, także lekarz). 
Dyplom doktorski uzyskał na Uniwersytecie Jagiellońskim (1883). Podczas studiów był inicjatorem założenia Komisji Sanitarnej celem zwalczania gruźlicy w środowisku akademickim. Przez następne dwa lata był asystentem przy katedrze fizjologii tego uniwersytetu. Pracował przez wiele lat jako lekarz chorób płucnych w Szczawnicy, podnosząc znaczenie tego uzdrowiska. Równocześnie kształcił się w klinikach wiedeńskich w zakresie chorób wewnętrznych, a szczególnie w chorobach układu oddechowego. W 1886 osiadł na stałe we Lwowie, zdobywając sobie szerokie uznanie jako pierwszorzędny diagnostyk i terapeuta. Wykładał w Krakowie w 1905 i 1906 oraz zastępczo laryngologię na Uniwersytecie Lwowskim. Poświęcił się  studiom i badaniom na temat diagnostyki i leczenia gruźlicy. Z szeregu prac ogłoszonych drukiem w Towarzystwie Lekarskim Lwowskim, ważniejsze to: O okresowości stanów zapalnych płuca przy grypie, O gruźlicy krtani i je leczeniu oraz O dziedziczności gruźlicy i jej wpływie na przebieg i rokowania.
Zmarł w marcu 1932 we Lwowie. 29 marca został pochowany na cmentarzu Łyczakowskim.
Był określany jako dr Leszek i płucnik, a we wspomnieniu pośmiertnym „Gazeta Lwowska” określiła go jako lekarz natchniony i genialny.